# Белая Гора (Саратовская область)
Белая Гора (чув. Шурту, возможно и раздельное написание: Шур Ту) — село в Базарно-Карабулакском районе Саратовской области. Входит в состав Шняевского сельского поселения.
Расположено на севере Саратовской области. В 2012 году селу исполнилось 320 лет.

## Население
| 2002 | 2010 |
| ---- | ---- |
| 440  | ↘365 |

Число жителей: в 1858—569 чел., 1894—855 (801 чуваш, 31 татар., 23 мордвы), в 1989—534 (443 чуваша) чел.; 2002—457, 2005—354 чел. (чуваши и татары). Татар — 185.

## История
Основано в конце 17 века служилыми чувашами — выходцами из села Шняево. Первые жители участвовали в строительстве кораблей, 12 семей получили от Петра I ярлык на право поселения. Крестьяне относились к категории государственных. 
Из старинных чувашских языческих обрядов, дошедших до наших дней, ныне соблюдаются: почитание камня Марьямай, находящегося на кладбище, дни поминовения усопших юпа, моление возле родника у Белой горы. Из поколения в поколение передаётся легенда о посещении жителями села Турции.

## Инфраструктура
В селе имеется 2 магазина, детский сад, начальная школа, сельский клуб, библиотека, медицинский пункт.
Улицы
Интернациональная, Коммунистическая, Первомайская, Садовая, Советская.

## Связь
Сотовая связь и высокоскоростной мобильный интернет стандарта 4G/LTE.